# WWE-pay-per-viewevenementen 2002
De WWE-pay-per-viewevenementen in 2002 bestond uit professioneel worstelevenementen, die door de WWE werden georganiseerd in het kalenderjaar 2002.
Voor midden mei 2002 werden de evenementen georganiseerd onder de naam World Wrestling Federation (WWF) en na midden mei onder de naam World Wrestling Entertainment (WWE).
In 2002 introduceerde de organisator geen nieuwe evenementen. Dit jaar werden King of the Ring en Rebellion voor de laatste keer georganiseerd. Het jaarlijkse Armageddon evenement keerde na afwezigheid van één jaar terug.

## WWE-pay-per-viewevenementen in 2002
| Datum             | Evenement        | Locatie                           | Stad                         |
| ----------------- | ---------------- | --------------------------------- | ---------------------------- |
| 20 januari 2002   | Royal Rumble     | Philips Arena                     | Atlanta (Georgia)            |
| 17 februari 2002  | No Way Out       | Bradley Center                    | Milwaukee (Wisconsin)        |
| 17 maart 2002     | WrestleMania X8  | SkyDome                           | Toronto                      |
| 21 april 2002     | Backlash         | Kemper Arena                      | Kansas City (Missouri)       |
| 4 mei 2002        | Insurrextion     | Wembley Arena                     | Londen                       |
| 19 mei 2002       | Judgment Day     | Gaylord Entertainment Center      | Nashville (Tennessee)        |
| 23 juni 2002      | King of the Ring | Nationwide Arena                  | Columbus (Ohio)              |
| 21 juli 2002      | Vengeance        | Joe Louis Arena                   | Detroit (Michigan)           |
| 25 augustus 2002  | SummerSlam       | Nassau Veterans Memorial Coliseum | Uniondale (New York)         |
| 22 september 2002 | Unforgiven       | Staples Center                    | Los Angeles (Californië)     |
| 20 oktober 2002   | No Mercy         | Alltel Arena                      | North Little Rock (Arkansas) |
| 26 oktober 2002   | Rebellion        | Manchester Evening News Arena     | Manchester                   |
| 17 november 2002  | Survivor Series  | Madison Square Garden             | New York                     |
| 15 december 2002  | Armageddon       | Office Depot Center               | Sunrise (Florida)            |